# T-18坦克
T-18坦克是苏联第一种自行设计的量产坦克，其原型为法国在第一次世界大战时期生产的轻型坦克雷诺FT-17坦克以及1921年苏俄在此基础上制造的俄罗斯雷诺坦克。

## 背景和研制
1924年苏联成立军事工业总管理局，下设坦克特别委员会。1926年5月，苏联开始了一个三年期的量产型坦克发展计划，目标是开发出一种能够突破由敌人两个师兵力防守的10公里长的防线的坦克。同年9月，苏联成立了一个特别委员会负责此型坦克的研制。
1927年5月，设计小组又完成了一种全新的设计方案并由莫斯科阿莫汽车制造厂试制出一辆样车。1927年6月17日，原型样车T-16的简短的行驶测试在莫斯科附近完成。特别委员会一致认为T-16的设计十分成功，并推荐将其量产在红军服役。改进型号增加了托带轮以及一个独立的垂直支撑弹簧，于1927年7月正式定型为“T-18”，被命名为“1927年式MS-1小型护卫坦克”（малый танк сопровождения обр. 1927 г.）。使用弹簧悬挂使其通过性更为平稳。300mm履带。35马力4缸发动机。一套变速箱，提供4个前进挡与1个倒档。炮塔装甲8mm，首部装甲16mm，车底装甲3mm。37mm火炮与一挺双联6.5mm费德洛夫机枪，携带104发炮弹与2016发机枪弹。

## 在苏军的服役
1928年2月，苏联红军正式订购了108辆T-18轻型坦克。由列宁格勒布尔什维克工厂生产。至1929年生产出96辆。
改进型号使用40马力发动机，改进的悬挂装置，至1931年停产，T-18轻型坦克的总产量为959辆，其中4辆转交苏联内务部队，2辆交给苏联第4委员会，1辆交给了苏联军事化工委员会。其余的全部装备了苏联红军的坦克营、坦克团，以及1929年开始组建的混成化坦克旅。
1929年中东路事件，一个坦克连的10辆T-18坦克参战，暴露出可靠性不足的问题。其中有7辆坦克由于技术原因失去战斗力。
由于苏联后来研制了一系列性能先进的中型和重型坦克，1932年T-18轻型坦克只能退居二线作为训练使用。而留在部队继续服役的T-18的命运也同样惨淡。大部分不是发动机失灵，就是传动装置出了故障，得不到及时的修理。有鉴于此，苏军将剩下的700辆T-18用于加固各军区的防御工事。
T-18的最后命运延续到了苏德战争初期。改装45mm炮的T-18M，大约有450辆被改成固定火力点和160辆当做移动火力点，为苏维埃祖国尽了自己最后的义务。T-18M最后一次大量使用是在莫斯科保卫战中，第150坦克旅在战斗中动用了9辆，这也是有关T-18M参战记录的最后记载。

## 参看
- T-19坦克（俄语：Т-19）
- T-26坦克
- BT坦克